# Хайнрих III фон Кесел
Хайнрих III фон Кесел (на нидерландски: Hendrik III van Kessel; на немски: Heinrich III, Graf von Kessel; † 5 юли или 6 юли 1189) е граф на Кесел в днешен Лимбург в Нидерландия и господар на Гревенброх.

## Произход и управление
Той е син на Валтер († сл. 1152), фогт на „Св. Панталеон“ в Кьолн. Внук е на граф Хайнрих II фон Кесел-Ньорвених († сл. 1141) и правнук на граф Хайнрих I фон Кесел († октомври 1114, битка при Андернах). Праправнук е на Бруно, фогт на „Св. Панталеон“ в Кьолн († 1081).
Графството Кесел се намира на река Маас. Хайнрих III е свидетел за абатство Гладбах и прави дарения на манастира в Кьолн.

## Фамилия
Хайнрих III фон Кесел се жени за Алверадис фон Зафенберг († сл. 1203), внучка на Адолф II фон Зафенберг († 1152), дъщеря на граф Адалберт фон Зафенберг-Бон-Норвених († сл. 1149) и съпругата му Аделхайд фон Куик († сл. 1131). Те имат един син:
- Хайнрих IV фон Кесел († сл. 1219), граф, женен за Отеленда (Удалхилдис) фон Хаймбах-Хенгенбах († сл. 1252), дъщеря на Еберхард II фон Хенгенбах, фогт фон Ховен († сл. 1218) и Юта фон Юлих († 1218).